# 西方項鱨
西方項鱨（学名：Auchenoglanis occidentalis），為輻鰭魚綱鯰形目脂鱨科的其中一種，為熱帶淡水魚，分布於非洲尼羅河、盧阿拉巴河、剛果河、乍得湖、奧莫河與Giuba河流域，體長可達70公分，棲息在植被生長的泥底層水域，以軟體動物、昆蟲、魚類、植物等為食，生活習性不明，可做為食用魚。